# Christa Mayer
Christa Mayer (* 1972 in Sulzbach-Rosenberg) ist eine deutsche Opernsängerin (Alt/Mezzosopran).

## Leben
Während ihrer Schulzeit wurde Christa Mayer durch die Bayerische Singakademie gefördert. Danach studierte sie bei Thomas Moser an der Musikhochschule München und absolvierte Meisterkurse bei Hans Hotter, Francisco Araiza und Irwin Gage.
Seit 2001 ist sie Ensemblemitglied der Sächsischen Staatsoper Dresden (Semperoper). Gastspiele führten sie an die Deutsche Oper Berlin, die Bayerische Staatsoper, zum Rheingau Musik Festival, zum Kissinger Sommer und zur Schubertiade nach Schwarzenberg sowie an die Opernhäuser Hamburg, Venedig, München, Florenz, Barcelona, Bilbao und Sevilla. 2008 debütierte sie bei den Bayreuther Festspielen als Erda und Waltraute im Ring des Nibelungen. 2015 gab sie ihr Debüt am Neuen Nationaltheater Tokio als Erda in einer Neuproduktion von Das Rheingold.

## Ehrungen
- 1999: Richard-Strauss-Plakette (Nachwuchspreis der Richard-Strauss-Gesellschaft München); Preisträgerin beim Nürnberger Meistersängerwettbewerb
- 2000: Preisträgerin beim Robert-Schumann-Wettbewerb Zwickau und beim ARD-Wettbewerb München
- 2001: Bayerischer Staatsförderpreis für Musik
- 2005: Christel-Goltz-Preis
- 2020: Verleihung des Ehrentitels Kammersängerin
- 2020: Kulturpreis Bayern
- 2021: Kulturpreis der Stadt Sulzbach-Rosenberg[3]